# Casa de la Vila de Mura
La Casa de la Vila de Mura és un edifici del municipi de Mura (Bages). És una obra inclosa en l'Inventari del Patrimoni Arquitectònic de Catalunya.

## Descripció
És un edifici de dos pisos de pedra, situat dins el nucli de la vila. Destaca l'entrada a la casa, ja que a través d'un gran pòrtic. L'edifici fou reformat modernament, a la façana principal conserva diversos finestral de pedra picada, un dels quals conté la data 1727 inscrita a la llinda.